# Raeren
Raeren je grad u istočnoj Belgiji koji je dio Njemačke zajednice u Belgiji. Oko polovine stanovništva čine građani Njemačke, većinom iz područja Aachena koji su s belgijske strane granice jeftinije kupili nekretnine. Kao i ostali germanofonski gradovi i naselja u okolici i Raeren je pripojen Belgiji Versajskim ugovorom.

## Zemljopis
Naselja: Eynatten, Hauset i Raeren.
Zaselci: Berlotte, Born, Botz, Eynatterheide, Heck, Honien, Lichtenbusch, Merols, Neudorf, Petergensfeld, Platz, Plei i Pützhag.

## Vanjske poveznice
- Službena stranica